# Gospodarstvo Poljske
Poljska je po demokratizaciji sistema izvedla hitro in intenzivno liberalizacijo gospodarstva, zaradi česar je danes primer agresivnega ekonomskega modela po ameriškem zgledu. Poljsko gospodarstvo je mešana gospodarstva - sestavljen je iz obeh dveh sektorjev - javnega in zasebnega.
Privatizacija malih in srednjih podjetij v državni lasti in liberalna zakonodaja glede ustanavljanja novih družb sta omogočili hiter razvoj agresivnega privatnega sektorja, katerega podlaga so bile poprej ustanovljene organizacije za varstvo potrošnikov. V teku je tudi privatizacija občutljivih sektorjev, kot je rudarstvo, kovinarstvo, železniško omrežje in energetika). Najbolj odmevni potezi sta bili odkup narodnega telefonskega operaterja (2000; kupec je bil francoski Telekom) in prodaja 30-odstotnega deleža največje poljske banke PKO BP na narodni borzi (2004).
Država ima velik kmetijski sektor, ki bi po nekaterih napovedih lahko predstavljal enega pomembnejših proizvajalcev hrane za Evropsko unijo.
Gospodarske težave povzročajo strukturne reforme v zdravstvu, izobraževalnem sistemu, pokojninskem sistemu in državni upravi, saj prihaja do finančnih pritiskov, ki so večji od pričakovanih.
Rast bruto družbenega proizvoda (BDP) je bila precejšnja med letoma 1993 in 2000 ter nekoliko manjša v letih 2001 in 2002. Od leta 2002 dalje se je ekonomska rast povečevala do 5,4 % leta 2004, pričakovana rast za leto 2005 pa je okoli 3,7 %.
Poljska ima negativno stanje v zunanji trgovini.
Državna denarna valuta je zlot (poljsko złoty, iz besede za zlatnik). Po vstopu v EU se Poljska pripravlja še na vstop v območje ene denarne valute, evra. Slednji se po predvidevanjih ima zgoditi med letoma 2009 in 2013. Po vstopu v Evropsko unijo mnogo mladih zapušča državo zaradi iskanja boljšega življenjskega standarda, ki ga iščejo predvsem na Irskem.

## Turizem
Leta 2015, poljski prihodki od turizma znašali 12,3 milijarde ameriških dolarjev, kar je okoli 6% poljskega BDP. Glavne turistične destinacije na Poljskem večja mesta in naravna območja. Hotelska baza je dobro razvit, najbolje v gorah, ob morju in v velikih mestih, npr. Varšava, Krakov in Szczecin.
Glavne turistične znamenitosti so Varšava, Krakov, Wieliczka, Zakopane, Oświęcim, Vroclav, Poznanj, Gniezno, Gorzów Wielkopolski, Szczecin, Świnoujście, Gdansk, Gdynia, Torunj, Bydgoszcz, Lublin, Čenstohova in prav tako Lodž, Łowicz, Uniejów, Nowy Targ, Katovice, Opole, Głogów, Zielona Góra, Stargard, Hel, Ustka, Frombork, Kętrzyn, Bartoszyce, Brodnica, Białystok, Hajnówka, Zamość, Kielce, Tarnobrzeg in Sandomierz.
Naravne vrednote v turizmu: Karpati (zlasti Visoke Tatre - Narodni park Tatra), Krkonoši - Narodni park Karkonosze, Visla, Odra, Baltsko morje (zlasti Narodni Park Wolin in Slovinski narodni park), Bledovska puščava in Beloveška pušča (Narodni park Bialowieza).